# Euroregion Labe
Euroregion Elbe/Labe (EEL) je projekt přeshraniční česko-saské spolupráce, kterého se účastní obce Česka a Německa v okolí řeky Labe. Do projektu je zapojeno 86 severočeských města a obcí, hlavní město svobodného státu Sasko Drážďany a zemský okres Saské Švýcarsko-Východní Krušné hory. Euroregion má plochu 5 500 km² a na jeho území žije kolem 1 404 000 obyvatel.

## Historie
EEL byl založen 24. června 1992. Tomuto zakládacímu aktu předcházely konstituce 2 komunálních sdružení. Na české straně byl původně založen „Klub Euroregionu Labe“ (od r. 2002 Euroregion Labe) a na saské straně „Komunální společenství Euroregion Horní Polabí/Východní Krušnohoří e.V.“. Tímto se spojila města, obce, okresy severních Čech a Saského Švýcarska a další části Dolního Polabí stejně jako Východního Krušnohoří, aby společně realizovali myšlenku porozumění, vzájemné spolupráce a přeshraničního rozvoje ve všech oblastech společenského života.
Zřízení EEL a jeho orgánů mělo za cíl zjednodušit regionální přeshraniční spolupráci. Tato spolupráce se zakládá na principech rovnoprávnosti při dodržení „Evropské rámcové dohody o přeshraniční spolupráci mezi územními správními celky“, která byla přijata roku 1980 Evropskou radou.

## Cíle a úkoly
Během zakládající konference 24. června 1992 byly v Ústí nad Labem přijaty následující cíle a úkoly:
1. Podpora spolupráce a rozvoje v těchto oblastech
  - regionální plánování
  - životní prostředí
  - podpora hospodářství a cestovního ruchu
  - výstavba infrastruktury
  - ochrana před živelními pohromami a záchranářství
  - doprava
  - kultura, vzdělávání, sport, setkávání
  - zdravotnictví, sociální péče
2. Podpora snah a jednotlivých záměrů měst a obcí, které odpovídají rozvojovým cílům regionu
3. Podpora všech snah a opatření na komunální úrovni vedoucí k integraci České republiky do Evropské unie (tento cíl byl již splněn)
4. Podpora všech snah a opatření na komunální úrovni.
5. Zastupovat regionální zájmy na příslušných úřadech a institucích, jakož i podporovat aktivity v rámci závazných mezinárodních smluv o regionální přeshraniční kooperaci.

## Pracovní skupiny
V rámci Euroregionu Elbe/Labe (EEL) bylo na počátku založeno 7 odborných pracovních skupin (OPS - regionální rozvoj, hospodářský rozvoj/cestovní ruch, doprava a hraniční přechody, životní prostředí a ochrana přírody, zdravotnictví a sociální záležitosti, kultura/vzdělávání/sport a ochrana před katastrofami). Zakládající konference EEL schválila také „Rámcovou dohodu“ a první úvahy o společném regionálním přeshraničním rozvoji, tedy důležité dokumenty pro rozvoj společné přeshraniční spolupráce. Tyto dokumenty ukazovaly představu o společné přeshraniční spolupráce na komunální a regionální úrovni. Již od svého založení se EEL snaží vytvářet síť přeshraniční spolupráce ve všech oblastech komunálních a regionálních kompetencí. EEL je platformou, spojovacím článkem a koordinátorem mezi Saskem a Severozápadními Čechami. S přijetím České republiky do EU 1. května 2004 a s přistoupením do schengenského prostoru byla zahájena další etapa přeshraniční spolupráce EEL.

## Významná města
Významnými městy na tomto území jsou Drážďany, Ústí nad Labem, Děčín, Teplice, Pirna, Freital, Míšeň a Litoměřice.